# Projekt 30bis
Projekt 30bis (jinak též třída Skoryj) byla třída torpédoborců sovětského námořnictva z doby studené války. Byla to první třída sovětských torpédoborců, postavená po druhé světové válce. Rozsáhlá třída znamenala především početní posílení námořnictva, technologicky však vycházela z italských koncepcí z poloviny 30. let. Celkem bylo postaveno 70 jednotek této třídy. Všechny torpédoborce této třídy byly vyřazeny. SSSR je exportoval do Egypta (6), Indonésie (8) a Polska (2). Sovětské námořnictvo drtivou většinu vyřadilo v 70. a 80. letech. Poslední ruská jednotka byla vyřazena roku 1994.

## Stavba

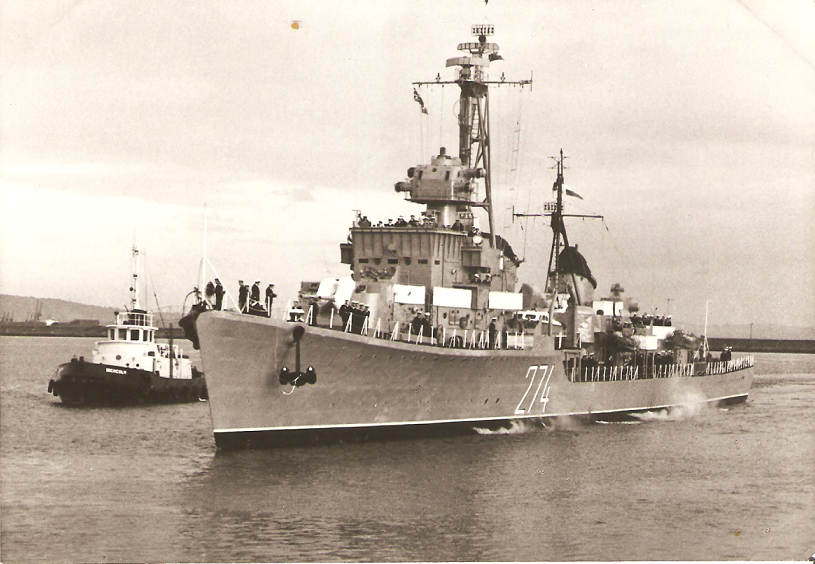
Polský torpédoborec Wicher

Vývoj torpédoborců Projektu 30bis byl zahájen v říjnu 1945. Základní uspořádání, výzbroj a pohonný systém pro urychlení vývoje vycházely z předcházejícího Projektu 30 (Ogněvoj). V letech 1948–1953 bylo postaveno celkem 70 jednotek této třídy. Do stavebního programu se zapojily loděnice v Nikolajevu, Komsomolsku na Amuru, Leningradu a Molotovsku.

## Konstrukce

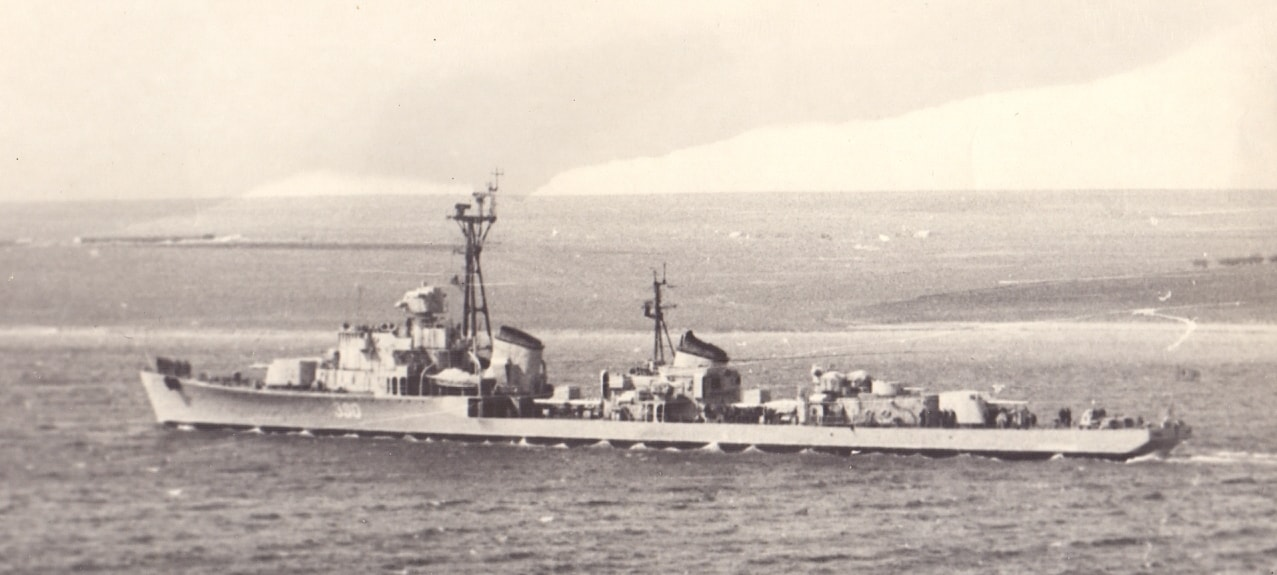
Sovětský torpédoborec Ozarjonyj

Složení výzbroje se u jednotlivých plavidel lišilo a postupně byly její prováděny různé modifikace (instalace raketových vrhačů hlubinných pum RBU-2500 či modernějších protiletadlových kanónů ráže 57 mm). Základní výzbroj tvořily čtyři 130mm kanóny ve dvou dvoudělových věžích, které doplňovaly dva 85mm kanóny a sedm protiletadlových 37mm kanónů v jednohlavňové lafetaci. K napadání hladinových lodí sloužily dva pětihlavňové 533mm torpédomety. K ničení ponorek sloužilo šest vrhačů a dvě skluzavky hlubinných pum. Pohonný systém tvořily dvě parní turbíny TV-6 a čtyři kotle KV-30. Celkový výkon byl 60 000 hp. Nejvyšší rychlost dosahovala 35,5 uzlu. Dosah byl 2900 námořních mil při rychlosti 18 uzlů.

## Zahraniční uživatelé
- Egypt – Egyptské námořnictvo získalo celkem šest torpédoborců této třídy.[1]

- Indonésie – Indonéské námořnictvo získalo celkem osm torpédoborců této třídy.[1]

- Polsko – Polské námořnictvo získalo celkem dva torpédoborce této třídy.[1]